# Goniagnathus centralis
Goniagnathus centralis är en insektsart som beskrevs av Evans 1966. Goniagnathus centralis ingår i släktet Goniagnathus och familjen dvärgstritar. Inga underarter finns listade i Catalogue of Life.